# Acacia tarculensis
Acacia tarculensis är en ärtväxtart som beskrevs av John McConnell Black. Acacia tarculensis ingår i släktet akacior, och familjen ärtväxter. Inga underarter finns listade i Catalogue of Life.